# Margerie-Chantagret
 Margerie-Chantagret  es una población y comuna francesa, situada en la región de Ródano-Alpes, departamento de Loira, en el distrito de Montbrison y cantón de Saint-Jean-Soleymieux.

## Demografía
| 281 | 290 | 264 | 327 | 390 | 510 |
| Para los censos de 1962 a 1999 la población legal corresponde a la población sin duplicidades (Fuente: INSEE [Consultar]) |     |     |     |     |     |